# Mlýnská (vojenský újezd Hradiště)
Mlýnská (německy Mühldorf) je zaniklá vesnice ve vojenském újezdu Hradiště v okrese Karlovy Vary. Stála v Doupovských horách čtyři kilometry jihovýchodně od Kyselky v nadmořské výšce okolo 520 metrů.

## Název
Název vesnice se v historických pramenech objevuje ve tvarech: Millndorff (1528), nad vsí Mildorffem (1567), Muldorffles (1567), Milderflösz (1579), Mühldorf (1785) a Mühldorf (1847).

## Historie
První písemná zmínka o Mlýnské je z roku 1528, kdy vesnice patřila k panství hradu Hauenštejn. V roce 1567 už byla příslušenstvím Andělské hory a od roku 1622 panství Kysibel, u něhož zůstala až do roku 1850. Po třicetileté válce ve vsi podle berní ruly z roku 1654 žili dva sedláci, jeden chalupník a dva poddaní bez pozemkového majetku. Celkem měli sedm potahů a chovali osm krav, jedenáct jalovic a jednu ovci. Jeden ze sedláků měl také mlýn s jedním kolem. Na polích se pěstovalo žito, ale hlavními zdroji obživy bývaly chov dobytka a zpracování dřeva v lesích.
Jihovýchodně od vesnice se nachází malá uhelná pánev. Na úbočí vrchu Větrovec se v ní již před první světovou válkou těžilo hnědé uhlí. Na počátku dvacátých let dvacátého století byly v provozu tři štoly ražené šikmo nahoru, aby jimi mohla odtékat voda, ale ve třicátých letech začalo být odvodňování nákladnější, a proto byla těžba ukončena. Podle odhadů dosahovala produkce zdejších dolů maximálně několik desítek tun uhlí ročně. Na Pstružném potoce se rýžoval cín.
V letech 1938 až 1945 se obec v důsledku uzavření Mnichovské dohody stala součástí nacistického Německa. Po druhé světové válce se museli původní obyvatelé vystěhovat, takže se počet obyvatel vesnice snížil ze 105 v roce 1939 na jednoho v roce 1948. V roce 1949 měla vesnice sbor dobrovolných hasičů společný s Horní Lomnicí, Lipoltovem, Pastvinami, Starou Vsí a Svatoborem. Mlýnská zanikla vysídlením v roce 1953 v důsledku zřízení vojenského újezdu.

## Přírodní poměry
Mlýnská stávala v katastrálním území Bražec u Hradiště v okrese Karlovy Vary, asi 1,5 kilometru východně od Svatoboru. Nacházela se v nadmořské výšce okolo 525 metrů v jihozápadní části Doupovských hor, konkrétně v jejich okrsku Hradišťská hornatina. Půdní pokryv v okolí zaniklé vsi tvoří kambizem eutrofní. Místem, kde vesnice stávala, protéká Pstružný potok.
V rámci Quittovy klasifikace podnebí se Mlýnská nacházela v mírně teplé oblasti MT7, pro kterou jsou typické průměrné teploty −2 až −3 °C v lednu a 16–17 °C v červenci. Roční úhrn srážek dosahuje 650–750 milimetrů, počet letních dnů je 30–40, mrazových dnů 110–130 a sníh v ní leží 60–80 dnů v roce.

## Obyvatelstvo
Při sčítání lidu v roce 1921 ve vsi žilo 138 obyvatel (z toho 75 mužů) německé národnosti a římskokatolického vyznání. Podle sčítání lidu z roku 1930 měla vesnice 129 obyvatel s nezměněnou národnostní a náboženskou strukturou.
|           | 1869 | 1880 | 1890 | 1900 | 1910 | 1921 | 1930 | 1950 |
| --------- | ---- | ---- | ---- | ---- | ---- | ---- | ---- | ---- |
| Obyvatelé | 151  | 160  | 160  | 138  | 151  | 138  | 129  | 22   |
| Domy      | 24   | 26   | 27   | 27   | 27   | 26   | 27   | 20   |

## Obecní správa
Po zrušení patrimoniální správy se Mlýnská stala roku 1850 obcí v okrese Karlovy Vary. Při sčítáních lidu v letech 1869–1900 byla osadou Staré Vsi a později znovu obcí. V letech 1946–1947 vesnici spravovala hornolomnická místní správní komise.